# Żyła zespalająca dolna
Żyła zespalająca dolna (łac. vena anastomotica inferior), żyła zespalająca tylna (vena anastomotica posterior), żyła Labbégo (vena Labbéi), zespolenie Labbégo (anastomosis Labbé) – w anatomii człowieka żyła mózgowia łącząca żyłę środkową powierzchowną mózgu na powierzchni wypukłej płata skroniowego z zatoką poprzeczną. Czasem odchodzi od niej odgałęzienie ku górze do zatoki strzałkowej górnej.
Nazwa eponimiczna upamiętnia Léona Labbé, francuskiego chirurga.